# Dinosaur Polo Club
Dinosaur Polo Club ist ein neuseeländischer Spieleentwickler mit Sitz in Wellington. Das Unternehmen wurde 2013 von den Brüdern Peter und Robert Curry gegründet und ist bekannt für die Spiele Mini Metro (2015) und Mini Motorways (2019).

## Geschichte
Dinosaur Polo Club wurde 2013 von den Brüdern Peter und Robert Curry in Wellington, Neuseeland gegründet. Die Entwicklung ihres ersten Titels Mini Metro begann im April 2013, damals noch unter dem Titel Mind the Gap. Robert Curry bekam die Idee zu dem Spiel nach einem Besuch in London, bei dem er mit der London Underground fuhr.
Nach der Veröffentlichung von Mini Metro experimentierte das Unternehmen drei Monate lang mit neuen Spielkonzepten, um eine Spielidee für den nächsten Titel zu entwickeln. Obwohl zunächst ein völlig anderer Ansatz vorgesehen war, entstand, auch inspiriert von Justin Smiths Freeways (Captain Games, 2017), das 2019 veröffentlichte Mini Motorways. Wenngleich sich die Entwicklung des Nachfolgers wesentlich komplexer gestaltete, wurde es ähnlich positiv von Spielergemeinde und Presse rezipiert.

## Entwickelte Spiele
- Mini Metro (2015)[5]
- Mini Motorways (2019)[6]